# مانتر (کانزاس)
مانتر (به انگلیسی: Manter) شهری در ایالت کانزاس کشور ایالات متحده آمریکا است که جمعیت آن در سرشماری سال ۲۰۱۰ میلادی، ۱۷۱ نفر بوده‌است.